# Abelardo Ríos
Abelardo Antonio Rios Osorio (Alejandria, Antioquia; 20 de janeiro de 1952) foi um ciclista profissional colombiano que correu para equipas como o "Pilas Varta", "Western - Rossin", "Pony Malta - Avianca" e o Café de Colombia, entre outros.

## Palmarés
- 1971
  - 1° Classificação de Jovens do Clássico RCN

- 1973
  - 1 etapa da Volta à Colômbia

- 1974
  - 3° na Volta a Antioquia
  - 3° no Clássico RCN, mais 1 etapa

- 1975
  - 3.º no Campeonato da Colômbia em Estrada 
  - 2° no Clássico RCN

- 1976
  - Campeão da Volta a Antioquia, mais 2 etapas, 1° na Classificação por pontos e 1° na Classificação combinada
  - 2.º no Campeonato da Colômbia em Estrada 
  - 2° da Volta a Cuba, mais 1 etapa e 1° em Classificação da Montanha
  - 1 etapa na Volta à Colômbia

- 1977
  - Campeão da Clássica Nacional Marco Fidel Suárez
  - Campeonato da Colômbia em Estrada

- 1978
  - Campeão da Volta a Antioquia
  - 1 etapa do Clássico RCN
  - 1 etapa da "Volta a Boyacá"

- 1979
  - 1 etapa na Volta à Colômbia

- 1980
  - 1 etapa do Clássico RCN

- 1981
  - 1 etapa do Clássico RCN
  - 1 etapa na Volta à Colômbia

- 1982
- Campeão da Clássica do Carmen de Viboral

- 1986
  - 1 etapa na Volta à Colômbia

- 1987
  - 1 etapa na Volta à Colômbia

## Resultados em Grandes Voltas e Campeonatos do Mundo
Durante sua corrida desportiva tem conseguido os seguintes postos nas Grandes Voltas e nos Campeonatos do Mundo em estrada:
| Corrida            | 1983 | 1984 | 1985 |
| ------------------ | ---- | ---- | ---- |
| Giro d'Italia      | -    | -    | 62.º |
| Tour de France     | 44.º | Ab.  | -    |
| Volta a Espanha    | -    | -    | -    |
| Mundial em Estrada | -    | -    | -    |

-: não participa

Ab.: abandono